# 川口冬弥
川口 冬弥（かわぐち とうや、1999年10月26日 - ）は、奈良県生駒郡三郷町出身のプロ野球選手（投手）。右投右打。福岡ソフトバンクホークス所属。

## 経歴

### プロ入り前
三郷町立三郷中学校時代は硬式野球チームの『香芝ボーイズ』に所属。東海大学菅生高校では3年間で一度も背番号をもらえなかった。
城西国際大学へ進学し、高校時代は最速130km/h程度であったが、2年間で筋肉量を10kg増やし、3年時には145km/h前後を計測。ただ、右肘の故障に苦しみ、リーグ戦で登板したのは4年時からであった。当時通っていたスポーツジムで、社会人野球のクラブチーム・ハナマウイの中山慎太郎投手コーチと偶然知り合い、中山は「『野球を続けたいんですが進路が決まっていないんです』と話してくれた。こちらがハナマウイ関係者ということを伝えると、『興味ある』ということだったので連絡先を交換しました」「どんな投手か気になったのでスマホの動画サイトで調べました。投球フォームがバラバラなのに球速145km/hをコンスタントに出していました。すぐに本西厚博監督（当時）に連絡して、練習参加して入団という流れになりました」と当時を振り返り、川口は大学卒業後同チームへ入団した。大学時代の最速は150km/h。
ハナマウイでは入団2年目（2023年）の7月に開催された一関市長旗争奪クラブ野球大会で決勝戦に先発し、7回3失点と好投。チームは同大会初優勝を果たし、川口は最高殊勲選手賞に輝いた。また、10月に開催された関東連盟クラブ選手権大会では2試合に先発登板し、いずれも完投勝利。チームは同大会初優勝を果たし、川口は最高殊勲選手賞に輝いた。エースとして活躍していたが、NPB入りを目指し、12月4日に徳島インディゴソックス（四国アイランドリーグplus）の特別合格選手として発表された。背番号は13。

### 四国IL・徳島時代
2024年、前期はクローザーを務め、救援失敗は一度もなく7セーブを記録。ただ、NPB三軍との試合では結果を残せず、NPBスカウトに即戦力として見てほしいという想いから、後期は先発へ転向して3勝を挙げた。この年は29試合（5先発）の登板で3勝0敗2ホールド7セーブ・防御率1.37と好成績を収め、最優秀防御率と最多セーブのタイトルを獲得し、チームの前後期優勝に貢献した。

### ソフトバンク時代
2024年10月24日に開催されたNPBドラフト会議にて、福岡ソフトバンクホークスから育成6位指名を受けた。11月8日には支度金300万円・年俸440万円（いずれも金額は推定）で仮契約を締結。12月8日に背番号が132と発表された。
2025年、二軍で16試合登板、防御率0.98、3セーブと好成績を残し6月20日に支配下登録されたことが発表された。背番号は95となった。初登板から5登板連続で無失点を継続していたが、7月17日、対ロッテ14回戦（北九州市民球場）で2-2の6回表に3番手で登板した際、上田希由翔にプロ初となる2点本塁打を浴びるなど4失点を喫し降板、しかしその後イニング成立前に試合が降雨コールドとなったため、失点は記録に残らず幻となった。翌18日、出場選手登録抹消となる。

## 選手としての特徴
投球フォームは、時計の文字盤でいえば“11時”の角度から振り下ろすオーバースロー。
最速155km/hのストレート、スライダー、2種類を投げ分けるフォークを武器に三振が奪えるピッチャーである。持ち球はその他にカーブ、チェンジアップがある。

## 詳細情報

### 記録

#### 初記録
投手記録
- 初登板：2025年6月21日、対阪神タイガース2回戦（阪神甲子園球場）、6回裏に2番手で救援登板、1回無失点[23]
- 初奪三振：同上、6回裏に坂本誠志郎から空振り三振[23]

### 独立リーグでの投手成績
出典は四国アイランドリーグplusデータサイト。
| 年 度     | 球 団     | 登 板 | 先 発 | 完 投 | 完 封 | 無 四 球 | 勝 利 | 敗 戦 | セ 丨 ブ | ホ 丨 ル ド | 勝 率 | 打 者 | 投 球 回 | 被 安 打 | 被 本 塁 打 | 与 四 球 | 敬 遠 | 与 死 球 | 奪 三 振 | 暴 投 | ボ 丨 ク | 失 点 | 自 責 点 | 防 御 率 | W H I P |
| --------- | --------- | ----- | ----- | ----- | ----- | -------- | ----- | ----- | -------- | ----------- | ----- | ----- | -------- | -------- | ----------- | -------- | ----- | -------- | -------- | ----- | -------- | ----- | -------- | -------- | ------- |
| 2024      | 徳島      | 29    | 5     | 0     | 0     | 0        | 3     | 0     | 7        | 2           | 1.000 | 220   | 59.1     | 36       | 0           | 13       | -     | 2        | 85       | 2     | 1        | 10    | 9        | 1.37     | 0.83    |
| 通算：1年 | 通算：1年 | 29    | 5     | 0     | 0     | 0        | 3     | 0     | 7        | 2           | 1.000 | 220   | 59.1     | 36       | 0           | 13       | -     | 2        | 85       | 2     | 1        | 10    | 9        | 1.37     | 0.83    |

- 各年度の太字はリーグ最高

### 独立リーグでのタイトル・表彰
タイトル
- 最優秀防御率：1回（2024年[18]）
- 最多セーブ：1回（2024年[18]）

### 背番号
- 13（2024年）
- 132（2025年[19] - 2025年6月19日）
- 95（2025年6月20日[20] - ）

### 登場曲
- 「在るべき形」UVERworld（2025年 - ）
- 「そうしようか」Nissy（2025年 - ）